# Mélanie Cohl
Mélanie Cohl, é o pseudónimo artístico de Mélanie Picron, (Tournai, 4 de janeiro de 1982-) é uma cantora belga, de língua francesa.

## Biografia
Ela iniciou a sua carreira ainda jovem sobre o pseudónimo de  Kelly Logan.
Lança o seu primeiro single  Dis oui, que é selecionada para representar a Bélgica no Festival Eurovisão da Canção 1998, em Birmingham, Inglaterra, no Reino Unido e que terminou em 6.º lugar. Ela lançou o seu primeiro álbum intitulado Mes Îles. 
Ela lançou um álbum intitulado "Mes Îles".
Em seguida, é convidada  pela Disney para interpretar a trilha sonora ("Quem eu realmente sou") para o filme Mulan.
Ela lançará vários singles como "Je rêve de vous", "Je saurai t'aimer, pardonnez moi"
No ano de 2003, Melanie juntou-se à banda de Demoiselles de Rochefort onde ela interpreta Solange, um dos papéis principais.
Em 2005, ela participou numa toúrné pela Bélgica com a Lotaia Nacional antes de abandonar a sua carreira.

## Discografia
- Dis oui, label AMC, canção representante da Bélgica no Festival Eurovisão da Canção 1998, o título seria retomado por  Magalie Vaé.
- Qui je suis vraiment, label Sony, banda sonora do filme Mulan.
- Chanson des jumelles, label Universal, em duo com Frédérica Sorel, extraído do musical Les Demoiselles de Rochefort.